# Saint-Germain-de-Confolens
Saint-Germain-de-Confolens (en limosín Sent German) era una comuna francesa situada en el departamento de Charente, de la región de Nueva Aquitania, que el uno de enero de 2016 pasó a ser una comuna delegada de la comuna nueva de Confolens al fusionarse con la comuna de Confolens.

## Demografía
| Gráfica de evolución demográfica de Saint-Germain-de-Confolens entre 1800 y 2013 |
|                                                                                  |

Los datos demográficos contemplados en este gráfico de la comuna de Saint-Germain-de-Confolens se han cogido de 1800 a 1999 de la página francesa EHESS/Cassini, y los demás datos de la página del INSEE.